# Baczwezi
Baczwezi – duchy czczone przez ludy Tutsi i Hutu w Rwandzie, a także lud Ganda w Ugandzie. Stanowią istoty duchowe niższego rzędu, w hierarchii religijnej ustępują rozmaicie nazywanej Istocie Najwyższej. Dzielą się na trzy grupy:
- mizimu – żywi zmarli przodkowie, z reguły przychylnie nastawieni do żyjących krewnych, często udzielający rad. Składa się w im w ofierze napoje i jedzenie;
- misambwa – duchy występujące w wielu miejscach wybranych przez siebie miejscach, niezwiązane z życiem rodzinnym czy społecznym;
- balubaale – duchy zmarłych wodzów lub bohaterów, stanowiące swego rodzaju bóstwa niższego rzędu. Zalicza się do nich między innymi patrona śmierci Wakumbe czy sztuki wojennej Kibukę[1].